# Conference of the Birds
Conference of the Birds est un album du Dave Holland Quartet.

## Description
Conference of the Birds est le premier album de Dave Holland en tant que leader, le style du disque est différent de ses futurs albums et penche ici nettement vers le free jazz. Celui-ci est d’ailleurs écrit comme une excellente introduction au genre par son habileté à combiner les contrastes, les compositions mélodiques de Holland interprétées dans une approche très libre,.

## Titres
Tous les titres sont composés par Dave Holland
1. Four Winds (6:32)
2. Q & A (8:34)
3. Conference of the Birds (4:34)
4. Interception (8:20)
5. How Here (Nowhere) (4:34)
6. See-Saw (6:40)

## Musiciens
- Dave Holland – Contrebasse
- Sam Rivers – Saxophones ténor et soprano, flûte
- Anthony Braxton – Saxophone alto et soprano, flûte
- Barry Altschul – Batterie, percussions, marimba